# Георг I (Олденбург)
Георг I фон Олденбург (на немски: Georg von Oldenburg; * 1503; † 1551) от фамилията Олденбург е граф на Олденбург (1526 – 1529).
Той е вторият син на граф Йохан V фон Олденбург (1460 – 1525) и Анна фон Анхалт-Цербст († 1531), дъщеря на княз Георг I фон Анхалт-Цербст.
След смъртта на баща му през 1526 г. Георг I управлява Олденбург заедно с братята си Йохан VI (1500 – 1548), Христоф (1504 – 1566) и Антон I (1505 – 1573). Управлението им е белязано от конфликтите помежду им за графството. Йохан VI и Георг I също и майка им Анна остават католици, а Христоф и Антон I стават евангелисти. Христоф и Антон I задължават през 1529 г. Йохан VI и Георг I да се откажат от управлението.